# 8 février 1948
Le dimanche 8 février 1948 est le 39e jour de l'année 1948.

## Naissances
- Bill Cain, joueur et entraîneur français d'origine américaine de basket-ball
- Rafael Hui, homme politique hong-kongais
- Jean-Marc Cormier, auteur-compositeur et écrivain québécois
- Jan Góra (mort le 21 décembre 2015), prêtre catholique dominicain polonais

## Décès
- Frank Klaus (né le 30 décembre 1887), boxeur américain
- Gustav Schuft (né le 16 juin 1876), gymnaste allemand
- Antoine Barbier (né le 10 mai 1859), peintre aquarelliste et orientaliste français
- Samuel Prescott Bush (né le 4 octobre 1863), industriel américain

## Autres événements
- les élections au Costa Rica opposent Calderón, soutenu par les communistes et l’Église, et l’opposition qui rassemble l’oligarchie des planteurs de café (cafetaleros) et la social-démocratie autour de trois pôles (anticommunisme, anticalderonisme et défense de la clarté du suffrage). Le candidat de l’opposition, le journaliste Ulate, est déclaré vainqueur. Il est accusé de fraude et le Congrès annule les élections[1].

- Dernier jour des Jeux olympiques d'hiver de 1948 avec notamment les épreuves :
  - de saut à ski
  - de hockey sur glace
- Fondation de l'Armée populaire de Corée
- Fermeture des gares de Quettehou - Le-Vast, Valognes-Ville, Lestre - Quinéville, Morsalines, Saint-Martin-d'Audouville
- Oswald Mosley fonde le Union Movement